# Lebanevania
Lebanevania – wymarły rodzaj błonkówek z rodziny skrócieniowatych. Obejmuje tylko jeden opisany gatunek, L. azari . Żył w dolnej kredzie.

## Taksonomia
Rodzaj i gatunek typowy opisane zostały po raz pierwszy w 2002 roku przez Hasana Basibuyuka i Aleksandra Rasnicyna na łamach „Insect Systematics & Evolution”. Opisu dokonano na podstawie pojedynczej inkluzji w bursztynie libańskim, datowanej na późny barrem lub wczesny apt w kredzie. Odnalezioną ją w Kada Dżazzin w muhafazie Al-Dżanub na południu Libanu. Epitet gatunkowy nadano na cześć paleoentomologa Dany’ego Azara.

## Morfologia
Błonkówka osiągająca około 2,5 mm długości ciała i 2,4 mm długości przedniego skrzydła. Głowa jej miała duże oczy złożone, bardzo krótkie pole malarne, trójzębne żuwaczki, pełne żeberko potyliczne i dwunastoczłonowe, nitkowate czułki o krótszym niż człony biczyka, ale dłuższym niż nóżka trzonku; nie występowały rowki czułkowe. Przedplecze sięgało na boki do tegul. Głębokie notaulusy dochodziły do szwu transskutalnego. Śródtułów miał grubo rzeźbione śródplecze i poziome bruzdki przy dolnych krawędziach mezopleurów. Zatułów cechowało powrębiane zaplecze i częściowo odsłonięta zatarcza. Skrzydła pozbawione były płatów jugalnych; przednie miało dziesięć zamkniętych komórek. Na pozatułowiu występowały żeberka i siatkowata rzeźba. Odnóża przednie odznaczały się wydłużonymi krętarzami, wyraźnie wyodrębnionymi przedudziami i rozdwojonymi ostrogami na szczytach goleni. Stopy wszystkich par złożone były z pięciu członów, z których ostatni wieńczyły rozdwojone pazurki. Tergit i sternit dość krótkiego pierwszego segmentu metasomy nie były ze sobą zlane.